# Jorge da Costa
Dom Jorge da Costa (1406 – 18 de setembre de 1508) va ser un Cardenal portuguès.

## Biografia
Nascut a Alpedrinha, Fundão, és sovint anomenat el Cardenal d'Alpedrinha. Va ser un de molts fills de Martim Vaz i de Catarina Gonçalves. Va aconseguir beneficis per a tots els seus germans i germanes. De molt jove, va fugir de casa dels seus pares i va anar a guardar porcs a Santarém, i després va servir un estudiant de Lisboa, on era llavors. A Lisboa va estudiar llatí, filosofia i teologia a l'Hospício de Santo Elói i aviat va demostrar la seva gran intel·ligència. En poc temps ja estava donant classes de llatí als estudiants pobres, aconseguint així alguns ingressos que li van permetre continuar els seus estudis.
Va ostentar un número molt gran de càrrecs eclesiàstics. Va ser Arquebisbe de Lisboa (1464-1500) i el 108è Arquebisbe de Braga (1486-1501).
Va ser el confessor d'Alfons V de Portugal. Des de 1478 va ser exiliat a Roma, havent-se enfrontat amb Joan II de Portugal, en aquell moment al poder encara que no encara regnant. Va morir centenari a Roma. És enterrat a l'església de Santa Maria del Popolo en la Capella Costa que va adquirir el 1488 i moblat amb obres d'art.
Amb 102 anys, Jorge da Costa és el Cardenal més gran de la història.
Va participar en el conclave de 1484 (elecció de Innocenci VIII), de 1492 (elecció de Alexandre VI) i en els dos conclaves de 1503 (elecció de Pius III) ] i Juli II).